# زاهر میدانی
زاهر میدانی (عربی: زاهر ميداني؛ زادهٔ ۱۳ آوریل ۱۹۸۹) بازیکن فوتبال اهل سوریه است.
از باشگاه‌هایی که در آن بازی کرده‌است می‌توان به باشگاه فوتبال نیروی هوایی عراق، باشگاه ورزشی الوحده (سوریه)، باشگاه ورزشی الزورا، و باشگاه ورزشی المجد اشاره کرد.
وی همچنین در تیم‌های ملی فوتبال زیر ۲۳ سال سوریه و سوریه بازی کرده‌است.